# 粉红动蕊花
粉红动蕊花（学名：Kinostemon alborubrum）为唇形科动蕊花属下的一个种。

## 扩展阅读
- 維基物種上的相關：粉红动蕊花